# Galleria del Corso (Milano)
La Galleria del Corso di Milano è un passaggio coperto che collega corso Vittorio Emanuele II con piazza Cesare Beccaria.

## Storia
La prima idea di costruire una galleria per collegare Corso Vittorio Emanuele II a Piazza Cesare Beccaria risale a prima della grande guerra; l'obiettivo iniziale era quello di creare - al pari di altre gallerie concepite all'epoca - un collegamento coperto fra il corso e la piazza, con un ottagono centrale e un ramo curvo in direzione di Via Cesare Beccaria.
Tuttavia, il progetto generale disegnato fra il 1915 e il 1918 da Mario Beretta fu ampiamente modificato in corso d'opera. La costruzione iniziò infatti molti anni dopo, nel 1923, e fu portata avanti a più riprese, edificando le diverse frazioni dell'opera in tempi di scaglionati e sotto la guida di differenti architetti. Lo stesso Beretta realizzò, nel 1923, solo il Cinema Corso (con 2 000 posti fra platea e galleria, inaugurato il 3 dicembre 1926 al posto del Cinema Provvisorio già edificato entro le mura perimetrali già edificate della Galleria) e l'edificio sovrastante di otto piani.
Il lato ovest venne edificato da Ugo Patetta e Livio Cossutti a partire dal 1928 attraverso una variante al progetto originale. Attraverso una modifica della facciata sul corso e il recuperato lo spazio del Salone Concerto Varietà San Martino, i due architetti aggiunsero al progetto il Teatro Excelsior, divenuto poi nel 1931 Cinema Teatro, un'avveniristica struttura con palcoscenico a piani mobili (primo in Italia) che permettevano di modificarne gli spazi.
Questa variante fu solo la prima di una lunga serie che portò l'edificio a discostarsi completamente dal disegno originale. La costruzione della porzione su Via Cesare Beccaria venne eseguita dell'architetto ungherese di origine italiana Eugenio Faludi, autore anche di alcuni padiglioni della Fiera Campionaria di Milano (SNIA Viscosa e Italviscosa), mentre a Pier Giulio Magistretti spettò la costruzione delle facciate su Piazza Cesare Beccaria, sulla quale sorgeva il Cinema San Carlo progettato da Mario Ridolfi e successivamente ribattezzato Cinema Ambasciatori.
A partire dal 2011 la Galleria è stata parzialmente restaurata e riallestita con un hotel e un centro commerciale al suo interno.

## Architettura
La galleria è lunga circa 85 metri. L'area calpestabile della galleria è larga dieci metri, con pavimenti in marmo e mosaici alla veneziana, e il lucernario in ferro e vetro presenta decorazioni in metallo.

## Attività presso la Galleria
Nonostante sia stata inizialmente criticata per l'aspetto considerato tozzo e sgraziato, la Galleria acquisì ben presto notorietà come luogo mondano, celebre sia per il passeggio pomeridiano e diurno, sia per la ristorazione e il divertimento serali.

### Sale cinematografiche
Nel corso degli anni l'area ha ospitato numerosi bar, ristoranti, negozi e diversi cinema, alcuni dei quali inaugurati molto tempo dopo l'apertura della Galleria grazie alla possibilità, concessa dalla commissione provinciale della Prefettura di Milano del 1945, di aprire sale anche nel sottosuolo.
I cinema ospitati nella Galleria sono:
- Corso, al civico 22 (chiuso il 28 gennaio 2001[1])
- Excelsior (chiuso nel 2007[4][8])
- San Carlo - Ambasciatori (dal 1936 al 29 luglio 2001[9])
- Ariston, al civico 1 (dal 1947 alla fine degli anni 2000[10])
- Mignon (dal 1947 al 2007[11])
- Nuovo Mediolanum, progettato da Lodovico Barbiano di Belgiojoso nell'ambito di una generale riqualificazione dell'area da parte dello studio BBPR (dall'ottobre 1971 al 2005[12])
- Pasquirolo, al civico 28 di Corso Vittorio Emanuele II (dal 1975 al 2006[13], a fianco alla Galleria[12])

### Produzioni ed etichette musicali
Grazie alla presenza pressoché costante degli uffici legali ed amministrativi di varie case discografiche ed editrici musicali la Galleria è stata a lungo punto d'incontro di musicisti affermati o in cerca di ingaggio. I civici 2 e 4 sono noti per aver ospitato - dal dopoguerra agli anni '90 - sia edizioni musicali, ovvero aziende che gestiscono i diritti legali di testi e musiche di brani musicali, sia case discografiche, che invece producono supporti musicali (all'inizio in gommalacca, poi in vinile ed infine in cd).
Al civico numero 4, fra le moltissime edizioni musicali, anche minori, si ricordano le Edizioni Musicali Tiber, le Tevere, la Spanka Italiana, la Casa Musicale Song (Gruppo Editoriale Sonzogno), le Edizioni musical Francis-Day, D'Anzi Editore, le Edizioni Leon Music, le Edizioni Luisiana, Edizioni Leonardi, le Ivana s.r.l., le Messaggerie Musicali, Settebello, la Top Records, le Edizioni Suvini Zerboni, le Mascheroni s.a., le Edizioni Alfa, le Edizioni musicali Italian Yank, la Bridge, la Melodi, la Music Union, le Edizioni musicali Modulo Uno, le Edizioni Curci (che negli anni crearono e distribuirono le Edizioni Accordo, Asso e Cervino). Fra le varie etichette discografiche vi sono la Carosello Records, la Numero Uno, la GTA Records, la City, la Tiffany, la Bla Bla, la Spaghetti Records e l'omonima Galleria del Corso. Anche se Suvini Zerboni, Sugar e la CGD crearono nel 1974 un vero e proprio stabilimento in via Quintiliano, parte degli uffici e la sede legale furono lasciate in Galleria del Corso per molti anni.
Tale politica fu seguita da altre etichette, quali la Ariston Records, che pur avendo avuto sedi legali al numero 2 della Galleria (al pari di Kramer, e delle Edizioni Musicali Riunite) e al numero 2 e successivamente 1/3 della vicina Piazzetta Pattari, al momento di inaugurare i propri stabilimenti (in via Gorki a San Giuliano Milanese, nel caso della Ariston) mantennero comunque uffici in centro, anche per la necessità di essere vicine alle sedi dei giornali e degli eventi, separando così, anche fisicamente, la proprià attività di editrici da quella di produzione.
L'area intorno alla Galleria vedeva, in generale, immobili o indirizzi specifici nei quali - fino agli anni sessanta - confluivano le sedi legali delle nuove edizioni musicali e, quando esistenti, delle rispettive case discografiche. Nella menzionata Piazzetta Pattari, ad esempio, ai trovavano - fra le altre - oltre alle Edizioni musicali Ariston (al numero 2 prima, e poi al 1/3), la Peer e la Southern (al numero 2) , e la Love (al numero 1/3).
In Corso Europa, parallela a Corso Vittorio Emanuele, erano presenti gli uffici del Clan Celentano, e della Miura Records. In via Passarella (altra strada privata immediatamente vicina) si trovava la CGD. Dagli anni settanta, con il declino della separazione fra edizioni e case discografiche e la crisi del settore, le nuove realtà preferirono stabilirsi altrove in città, fuori dal centro della città. In seguito alle profonde trasformazioni del mercato musicale, ad oggi pochissime di tali attività storiche sono rimaste operative, e molti uffici sono stati rimpiazzati da altre attività.

### Riqualificazione
L'alternarsi delle attività commerciali nella Galleria ha testimoniato i cambiamenti della società e dei consumi avvenuti in Italia. Tutte le sue sale teatrali e cinematografiche sono state chiuse una dopo l'altra, in un trend comune a tutta la città di Milano, come pure vari negozi di abbigliamento e di ristorazione di qualità, fino ad arrivare negli anni 2000 a una effettiva desertificazione dell'area.
I gestori della Galleria hanno avviato un piano di una profonda trasformazione degli spazi interni con una serie di ristrutturazioni che hanno preso il via a partire dal 2011.

## Galleria d'immagini

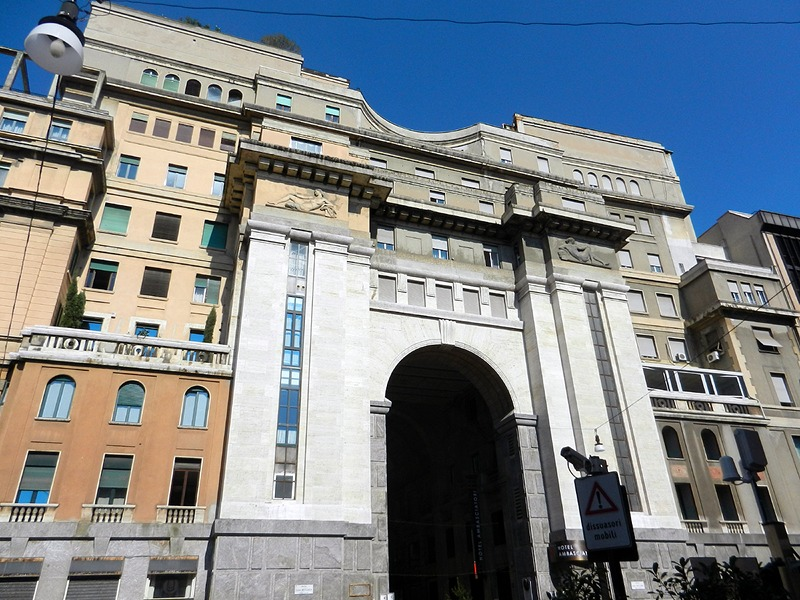
Ingresso su Piazza Beccaria.
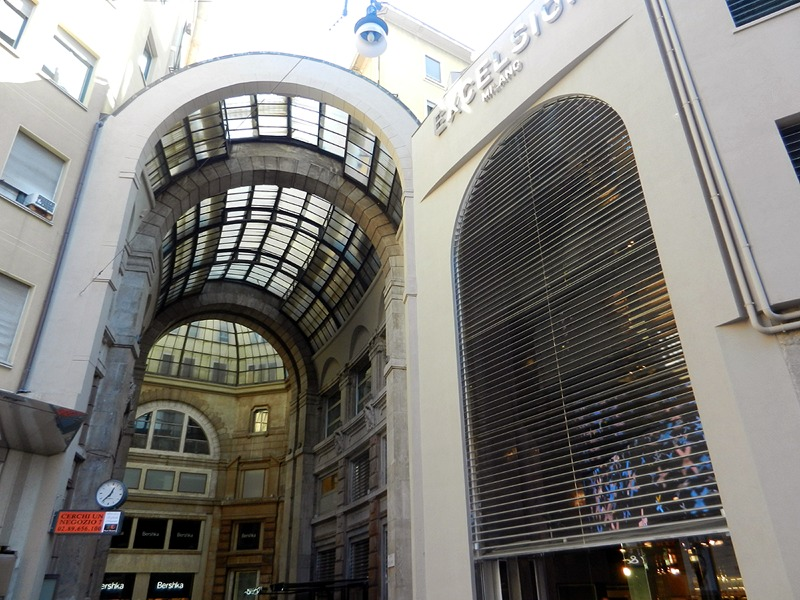
Ingresso su Via della Passarella.
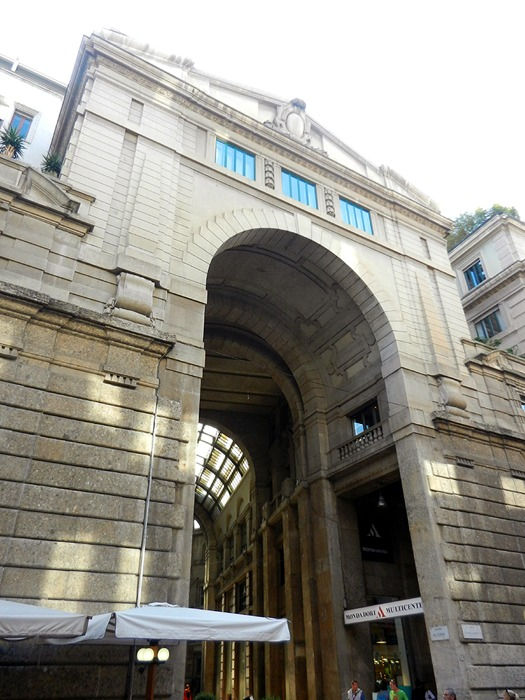
Ingresso su Corso Vittorio Emanuele II.
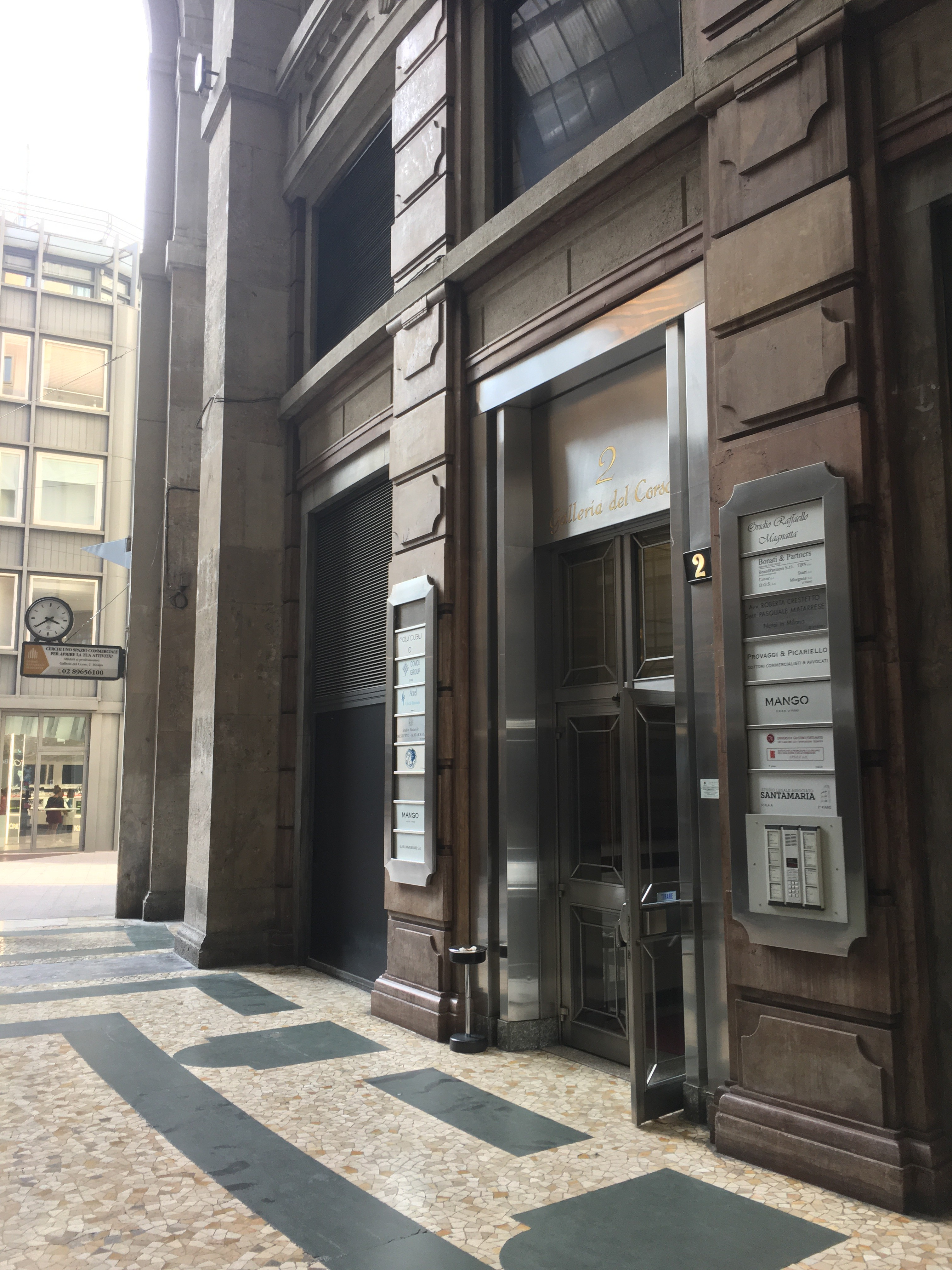
Ingresso civico 2 (ex sede case editrici musicali).
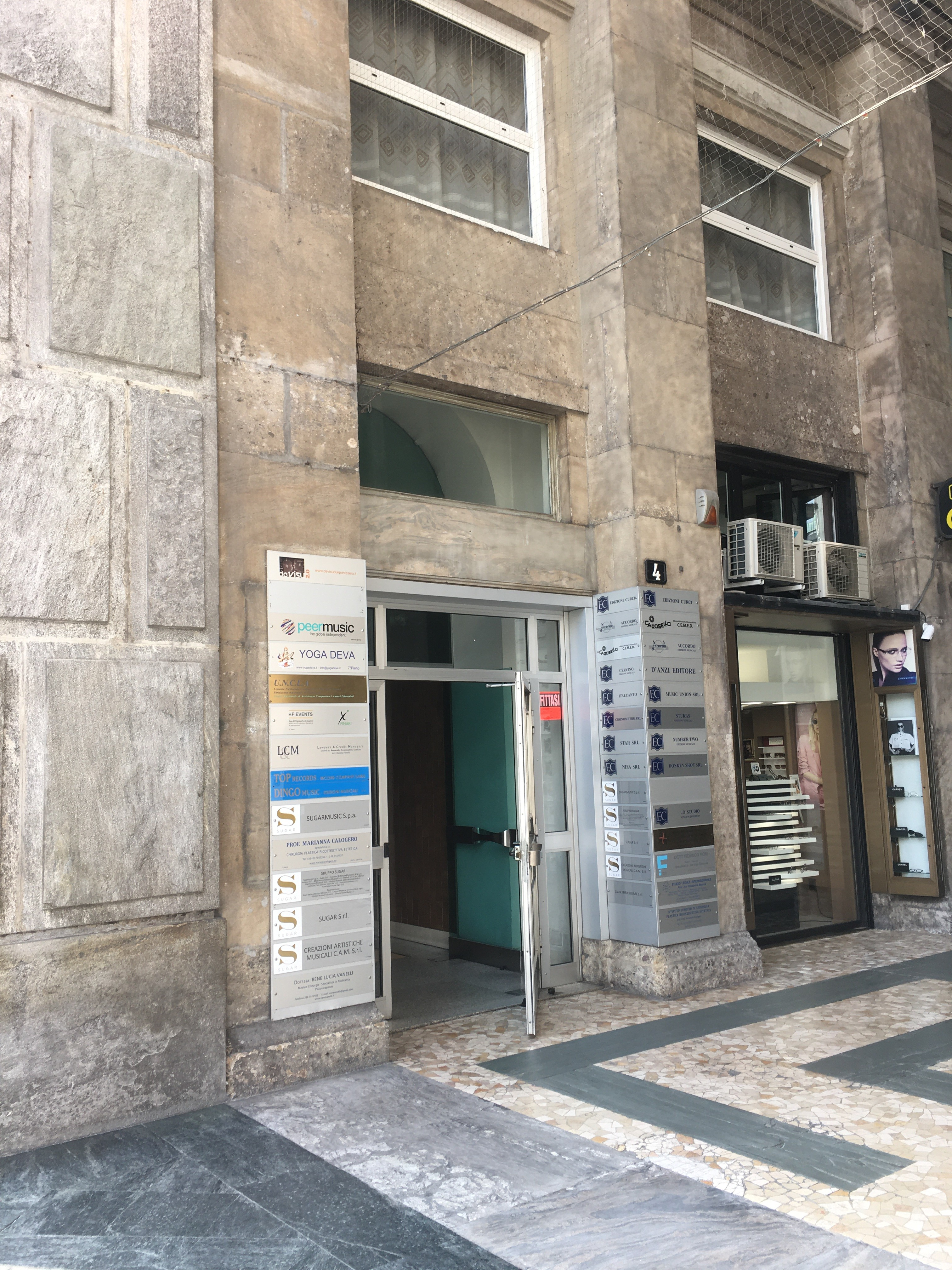
Ingresso civico 4 (ex sede case editrici musicali).